# 크메르어
크메르어(크메르어: ភាសាខ្មែរ 피어사 크마에)는 캄보디아의 공용어로, 베트남어와 더불어 오스트로아시아어족을 이루는 주요 언어이다. 문자는 크메르 문자를 쓴다.

## 언어 명칭
일반적으로 대한민국에서는 국가명인 캄보디아에 언어를 나타내는 접미사 -어를 붙인 캄보디아어라는 이름이 일반적으로 좀 더 통용되고, 반면 언어학적인 명칭으로는 크메르어쪽이 쓰인다. 반면, 크메르어를 배우는 일부 사람들은 본국발음에 가까운 크마에어라는 명칭을 쓰기도 한다.

## 사용 국가
- 캄보디아 (국가 공용어)
- 베트남 (일부 사용)
- 미국 (캄보디아 디아스포라가 일부 사용)
- 캐나다 (캄보디아 디아스포라가 일부 사용)
- 프랑스 (캄보디아 디아스포라가 일부 사용)
- 오스트레일리아 (캄보디아 디아스포라가 일부 사용)
- 태국 (일부 사용)
- 라오스 (일부 사용)

## 문자

크메르어 문자(자음)

크메르 문자는 남인도계의 아부기다계 문자로서 33개의 자음문자(子音文字)와 자음 글자의 좌우 상하에 붙는 모음기호(母音記號) 27개로 구성되어 있다. 또한 부호가 아니라 단독으로 글자를 구성하는 독립모음 10개가 있다. 자음은 기본 자음자 이외에 자음자 아래에 붙어 이중자음을 구성하는 이중자음기호가 있다.

## 음운
모음과 2중자음이 풍부하며 동족어인 베트남어를 비롯한 태국어, 라오어 등의 인접언어와 대조적으로 성조가 없다.

## 어휘
예전에는 단음절의 어근에서 접두사, 삽입사를 써서 파생어를 만들고 단음절어와 2음절어가 대부분이었으나 산스크리트, 팔리어로부터의 차용어도 많다. 같은 계통의 베트남어가 한자를 주로 받아들인 것과 다르다. 또한 태국어 및 태국어를 거친 중국계 어휘도 일부 차용되었다.

## 문법
곡용(曲用)이나 활용(活用)이 없고 단어와 단어와의 문법적 관계는 어순(주어+동사+목적어, 피수식어+수식어)으로 표시된다. 왕족이나 승려에게는 특별한 낱말을 사용하는 경어법이 있다.

## 같이 보기
- 캄보자어